# Полет 2501 на „Нортуест Ориент Еърлайнс“
Полет 2501 на „Нортуест Ориент Еърлайнс“ е ежедневен вътрешен пътнически полет между Ню Йорк и Сиатъл с междинни кацания в Сейнт Пол и Спокан, при който самолетът „Дъглас DC-4“ изчезва в нощта на 23 юни 1950 г. Полетът превозва 55 пътници и трима членове на екипажа; загубата на всички 58 души на борда го превръща в най-смъртоносната катастрофа на търговски самолет в Америка по това време.
Самолетът е на приблизително 1100 метра над езерото Мичиган, 29 километра северозападно от Бентън Харбър, Мичиган, когато контролерите на полета загубват радиоконтакт с него скоро след като пилотът поисква снижаване до 760 метра. Свидетели съобщават, че чуват пръщящи шумове от двигателя и светкавица след последното радиопредаване. Започва широко търсене, включително използване на сонар и влачене на дъното на езерото Мичиган с траулери, но без резултат. Значителни леки отломки, тапицерия и фрагменти от човешко тяло са открити да плуват на повърхността, но водолазите не успяват да открият останките на самолета.
Известно е, че Полет 2501 навлиза в шквална линия и турбуленция, но тъй като останките на самолета не са открити под водата, причината за катастрофата не е установена. Инцидентът е съобщен на 25 юни от „Ню Йорк Таймс“.
През септември 2008 г. Крис Лион, член на органа, който разследва катастрофата, открива немаркиран гроб, който съдържа останките на някои от 58-те жертви. Валери ван Хест, съдиректор и автор на книгата „Фатално пресичане“, казва, че човешките останки от катастрофата през юни 1950 г. в езерото Мичиган са изхвърлени на брега и са погребани в масов гроб. Тя твърди, че са погребани в гробище в района на Сейнт Джоузеф без знанието на семействата на жертвите и гробът никога не е маркиран.

## Допълнителна информация
- van Heest, V. O. Fatal Crossing: The Mysterious Disappearance of NWA Flight 2501 and the Quest for Answers.   In-Depth Editions, 2013. ISBN 978-098897721-1. p. 352. Посетен на 2024-06-13. (на английски) Архив на оригинала от 2018-05-21 в Wayback Machine. на 2018-05-21 в „Уейбек Машин“